# Paolo Onorato Vigliani
Paolo Onorato Vigliani (Pomaro Monferrato, 24 luglio 1814 – Firenze, 12 febbraio 1900) è stato un magistrato e politico italiano.

## Biografia
Magistrato, fu procuratore generale a Torino. Divenne poi Ministro di Grazia e Giustizia e senatore del Regno d'Italia.
Nacque a Pomaro Monferrato in provincia di Alessandria il 24 luglio 1814, da Alfonso Onorato Vigliani, dottore del suo paese natio, e da Cristina Sesti.
Ebbe un fratello morto non ancora ventenne e una sorella, Marianna.
A 4 anni perse il padre e fu allevato fino al termine dei suoi studi dallo zio, l'abate Ferdinando Vigliani, professore di belle lettere, prefetto agli studi nel Collegio Trevisio di Casale.
Questo zio, che ebbe molta influenza nella sua educazione, di idee liberali, per i moti del 1821 fu allontanato da Torino dove insegnava nel collegio delle Provincie.
A 18 anni si iscrisse come studente alla facoltà di giurisprudenza di Torino e già a 22 anni, nel 1836, si laureò.
Per la sua bravura, i suoi compagni di studi, vollero far pubblicare la sua tesi a proprie spese, e i suoi professori gli decretarono la laurea d'onore che gli venne conferita con grande pompa, preceduta da una forbita orazione latina dal rettore dell'ateneo, Giovanni Battista Amossi.
Fu per qualche anno collaboratore dell'avvocato Tommaso Caire a Casale e in seguito passò a Torino presso l'avvocato Fraschini.
Notato per la sua bravura dal conte Giacinto Fedele Avet, Ministro di Grazia e Giustizia di Carlo Alberto, fu nominato il 31 agosto 1841 segretario particolare del ministero.
Nel 1848, il 4 marzo il Re Carlo Alberto promulgò lo statuto e già il 23 a seguito della rivoluzione milanese proclamava la guerra all'Austria, Onorato Vigliani, che era già entrato in magistratura collaborò al giornale Costituzionale Subalpino, fondato dal suo amico avvocato Vigna.
Nonostante la possibilità che gli fu offerta di essere eletto nel Parlamento Subalpino, preferì seguire la sua vocazione di magistrato e fu, prima assessore del regio commissario sardo Colla nel Ducato di Parma e Piacenza per la parte giudiziaria e gli affari ecclesiastici (prima annessione) dal 21 maggio 1848, poi Consigliere del Magistrato d'appello di Nizza dal 2 gennaio 1849, e dal 12 maggio 1849 Consigliere del Magistrato d'appello di Casale.
Il 25 gennaio 1850 fu promosso Avvocato dei poveri presso il Magistrato d'appello di Piemonte.
L'acume e il suo tatto dimostrati in varie occasioni gli procurarono la fama e la possibilità di fare carriera, ma egli fu sempre restio a farsi distogliere dai suoi interessi di avvocato.
Nel 1851, Cavour, facendo parte del ministero presieduto da D'Azeglio, lo mandò a reggere l'avvocatura fiscale di Nizza dove ebbe modo di farsi apprezzare ancora una volta per la sua bravura, da Napoleone III.
Nel marzo del 1854, Cavour provò ad averlo come ministro di Grazia e Giustizia nel suo governo, ma Vigliani seppe resistere e preferì assumere la carica di Procuratore Generale del Re presso la Corte d'appello di Genova.
Solo più tardi, nell'ottobre 1869, assumerà per la prima volta la carica di guardasigilli. Nel dicembre dello stesso anno dovette però abbandonare la sedia di ministro, per tornarvi nuovamente nel luglio 1873. Durante questo secondo periodo, fra le altre attività, si adopererà anch'egli, come i predecessori, per la presentazione di un progetto di codice penale unitario (al momento dell'Unità infatti, in sede di unificazione legislativa sotto il Gabinetto La Marmora, a causa di alcune divisioni sul tema della pena di morte, era stato deciso di mantenere in Toscana il codice penale emanato nel 1853 a Firenze ed estendere alle altre aree d'Italia il codice sabaudo del 1859), che rappresenterà l'ultimo progetto di codice della Destra storica. Lascia il Ministero nel marzo 1876.

## Opere
Tra le opere composte da Paolo Onorato Vigliani:
- Dei doveri imposti dalla promulgazione del codice di procedura civile alla magistratura e al foro (1854),
- Del progresso nell'amministrazione della giustizia (1858).